# Herbert Douglas
Herbert Douglas (Pittsburgh, Pennsylvania, 9 de marzo de 1922-Pittsburgh, Pennsylvania, 22 de abril de 2023) fue un atleta estadounidense, especialista en la prueba de salto de longitud en la que llegó a ser medallista de bronce olímpico en 1948. Fue considerado por el New York Times el medallista olímpico afroamericano más longevo, aún vivo en el año 2023.

## Niñez y educación
Douglas se graduó de Taylor Allderdice High School en Pittsburgh, Pennsylvania, en 1940. Fue el primer jugador afroamericano en el equipo de basquetbol de Allderdice.
Douglas asistió a Xavier University of Louisiana en 1942, compitiendo en el 48° Annual Penn Relays en Filadelfia, Pensilvania, ayudando a la Xavier a ganar el Campeonato de Cuarto de Milla de los Estados Unidos. También compitió en el colegio en la University of Pittsburgh y fue inducido dentro de la clase inaugural de sus deportes en el Salón de la Fama en 2018. Douglas fue un miembro de la fraternidad de Alfa Phi Omega.
Douglas más tarde obtuvo una maestría en educación de Pittsburgh además de iniciar una carrera de negocios. Se unió a Schieffelin & Company en Filadelfia, más tarde Moet Hennessy USA, permaneciendo en la compañía durante 30 años. Finalmente fue vicepresidente de la compañía, siendo solo el tercer Afroamericano vicepresidente de una gran compañía estadounidense. Más tarde fue un consejero de la Universidad de Pittsburgh.

## Olímpicos en Londres 1948
Douglas representó a los Estados Unidos en el salto largo en los Juegos Olímpicos de Verano en Londres, donde ganó la medalla de bronce con un salto de 24 pies (7,54 m). Willie Steele de los Estados Unidos ganó la medalla de oro con 25 pies y 8 pulgadas (7,82 m) y el australiano Theo Bruce tomó la medalla de plata con 24 pies y 9.5 pulgadas (7.56 m). Previo a los Olímpicos de Verano de 2012, fue reconocido como el medallista Olímpico Afroamericano, más viejo y aún vivo. Al momento de su muerte en 2023, The New York Times reportó que era el medallista olímpico vivo más viejo.

## Muerte
Douglas cumplió 100 años en marzo de 2022 y murió en Pittsburgh el 22 de abril de 2023 a la edad de 101 años.

## Premios y honores
Douglas fue inducido en el Salón de la Fama de los alumnos de Taylor Allderdice High School en el año 2009,